# علم الأحلام

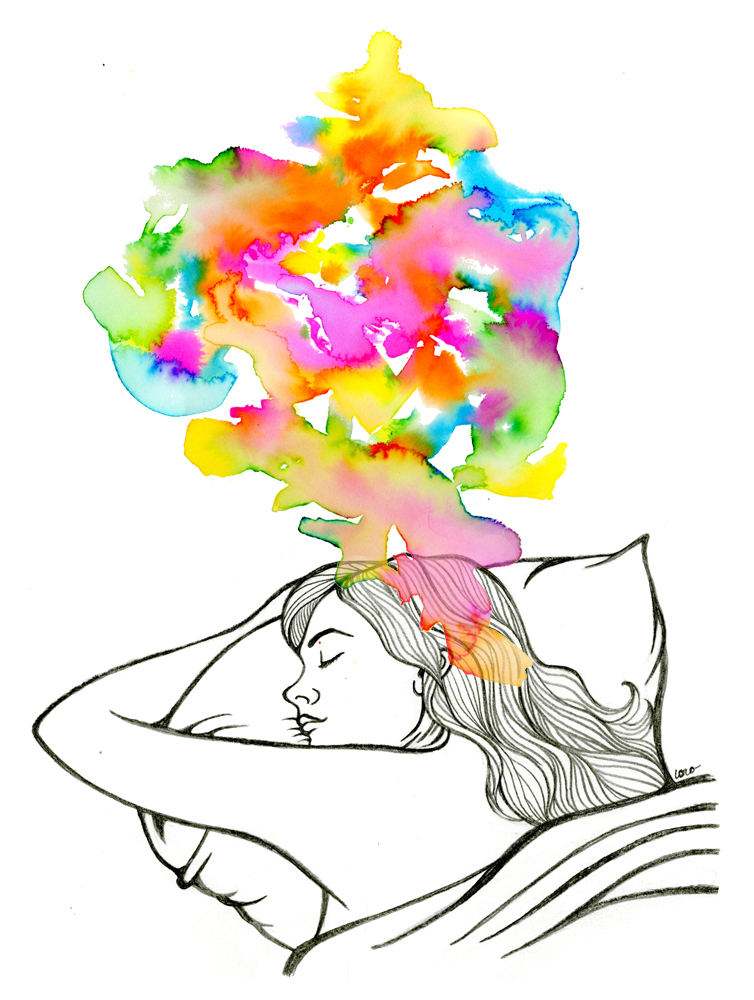
تخيل فنان لوصف الحلم.

علم الأحلام هو الدراسة العلمية للأحلام. يسعى البحث الحالي إلى الارتباط بين الحلم والمعرفة الحالية حول وظائف الدماغ، وكذلك فهم كيفية عمل الدماغ أثناء الحلم فيما يتعلق بتكوين الذاكرة والاضطرابات العقلية. يمكن تمييز دراسة الأحاديات عن تفسير الأحلام حيث أن الهدف من ذلك هو إجراء دراسة كمية لعملية الأحلام بدلاً من تحليل المعنى الكامن وراءها.

## التاريخ
في القرن التاسع عشر كان اثنان من دعاة هذا الانضباط هما أخصائيو علم الأحياء الفرنسيين ماركيز دي هيرفي دي سانت دينيس وألفريد موري. اكتسب الحقل زخما في عام 1952، عندما اكتشف ناثانيل كلايتمان وطالبه يوجين أسرينسكي دورات منتظمة. أظهرت تجربة أخرى قام بها كليتمان وويليام سي. ديمينت، وهو طالب طب آخر، فترة النوم المحددة التي خلالها نشاط الدماغ الكهربائي، كما تم قياسه بواسطة مخطط كهربية الدماغ (EEG)، يشبه عن كثب نشاط الاستيقاظ، حيث تتجول العيون بنشاط. أصبح هذا النوع من النوم يُعرف باسم النوم السريع لحركة العين (REM)، ووجدت تجربة ديمينت وكلاتمينت علاقة 0.80 بين نوم حركة العين السريعة وحلمها.

## مجالات العمل
يشمل البحث في الأحلام استكشاف آليات الحلم، والتأثيرات على الحلم، والاضطرابات المرتبطة بالحلم. يتداخل العمل في مجال علم أمراض الأعصاب مع علم الأعصاب ويمكن أن يختلف من قياس الأحلام، إلى تحليل موجات المخ أثناء الحلم، إلى دراسة تأثيرات العقاقير والناقلات العصبية على النوم أو الحلم. على الرغم من استمرار النقاش حول هدف وأصول الأحلام، يمكن أن يكون هناك مكاسب كبيرة من دراسة الأحلام كدالة لنشاط الدماغ. على سبيل المثال، يمكن أن يكون للمعرفة المكتسبة في هذا المجال آثار في علاج بعض الأمراض العقلية.

## آليات الحلم
يحدث الحلم بشكل رئيسي أثناء نوم حركة العين السريعة، وشهدت عمليات مسح الدماغ التي سجلت نشاطًا في المخ نشاطًا كثيفًا في الجهاز الحوفي واللوزة الدموية خلال هذه الفترة. على الرغم من أن البحث الحالي عكس الأسطورة القائلة بأن الحلم يحدث فقط أثناء نوم الريم، فقد أظهر أيضًا أن الأحلام المبلغ عنها في حركة العين غير السريعة (NREM) وحركة العين السريعة (REM) تختلف من حيث النوعية والكمية، مما يشير إلى أن الآليات التي تتحكم في كل منهما مختلفة.
أثناء نوم الريم، نظّر الباحثون أن الدماغ يمر بعملية تُعرف باسم الانتعاش الفعّال التشابكي. يُلاحظ ذلك على أنه يلوح بموجات الدماغ أثناء إطلاق النار في دورات بطيئة بمعدل حوالي 14 هيرتز، ويُعتقد أنه يخدم غرض توحيد الذكريات الحديثة وتعزيز الذكريات القديمة. في هذا النوع من تحفيز الدماغ، فإن الحلم الذي يحدث هو نتيجة ثانوية لهذه العملية.

### مراحل النوم
أثناء دورات النوم العادية، يتناوب البشر بين النوم الطبيعي والنوم الريمي. تعتبر موجات المخ المميزة للحلم التي يتم ملاحظتها أثناء نوم الريم هي الأكثر شيوعًا في بحث الأحلام لأن معظم الحلم يحدث أثناء نوم الريم.

### نوم حركة العين السريعة
في عام 1952، اكتشف يوجين أسرينسكي نوم حركة العين السريعة أثناء عمله في جراحة مستشار الدكتوراه. لاحظت اسرينسكي أن عيون النائمين ترفرف تحت الجفون المغلقة، فيما بعد باستخدام جهاز كشف الكذب لتسجيل موجات المخ خلال هذه الفترات. في إحدى الجلسات، أيقظ موضوعًا كان يبكي ويصرخ أثناء حركة العين السريعة وأكد شكوكه بأن الحلم كان يحدث. في عام 1953، نشر أسرينسكي ومستشاره الدراسة الرائدة في العلوم.
تُظهر الملاحظة المتراكمة أن الأحلام ترتبط ارتباطًا وثيقًا بنوم حركة العين السريعة، حيث يُظهر مخطط رسم الدماغ أن نشاط المخ يشبه اليقظة. أحلام المشاركين غير المستعارة خلال حركة العين غير السريعة عادة ما تكون أكثر دنيوية بالمقارنة. خلال عمر نموذجي، يقضي الإنسان ما مجموعه حوالي ست سنوات يحلم  (أي حوالي ساعتين كل ليلة). تستمر معظم الأحلام من 5 إلى 20 دقيقة فقط. من غير المعروف أين تنشأ الأحلام في الدماغ، إذا كان هناك أصل واحد للأحلام، أو إذا كانت هناك أجزاء متعددة من الدماغ متورطة، أو ما الغرض من الحلم للجسم أو العقل.
أثناء نوم حركة العين السريعه، يتم إعاقة إطلاق بعض الناقلات العصبية تمامًا. نتيجة لذلك، لا يتم تحفيز الخلايا العصبية الحركية، وهي حالة تعرف باسم نوم حركة العين السريعة وهذا يمنع الأحلام من أن تؤدي إلى تحركات خطيرة للجسم.
الحيوانات أحلام معقدة وقادرة على الاحتفاظ بذكرى الأحداث الطويلة أثناء نومها وتذكرها. تشير الدراسات إلى أن أنواعًا مختلفة من الثديات والطيور تعاني من حركة العين السريعة أثناء النوم،  وتتبع نفس السلسلة من حالات النوم مثل البشر.
إن اكتشاف أن الأحلام تحدث بشكل أساسي أثناء حالة نوم كهروفيزيائية مميزة (REM)، والتي يمكن تحديدها بمعايير موضوعية، أدى إلى إعادة الاهتمام بهذه الظاهرة. عندما تم تحديد توقيتات نوم حركة العين السريعة للنوم خلال مدتها واستيقاظ الأشخاص على إعداد التقارير قبل أن يتم إجراء التحرير أو النسيان بشكل كبير، تم تحديد أن الموضوعات تتطابق بدقة مع طول المدة التي حكموا فيها على رواية الحلم التي يشغلونها مع طول مدة نوم حركة العين السريعة التي سبقت الصحوة. كان هذا الارتباط الوثيق بتجربة النوم والحلم في حركة العين السريعة أساس السلسلة الأولى من التقارير التي تصف طبيعة الحلم: إنه حدث ليلي منتظم، وليس ظاهرة عرضية، وأنه نشاط عالي التردد داخل كل نوم. فترة تحدث على فترات يمكن التنبؤ بها تقريبًا كل 60-90 دقيقة في جميع البشر طوال فترة الحياة.
تطول حلقات نوم حركة العين السريعة والأحلام التي تصاحبها تدريجياً طوال الليل، وتكون الحلقة الأولى أقصر مدة تتراوح ما بين 10 إلى 12 دقيقة، بينما تزداد الحلقات الثانية والثالثة إلى 15-20 دقيقة. قد تستمر الأحلام في نهاية الليل عادةً لمدة 15 دقيقة، على الرغم من أنه قد يتم اختبارها على أنها العديد من القصص المتميزة بسبب الإثارة العاجلة التي تقطع النوم مع انتهاء الليل.
يمكن عادةً إعداد تقارير بنسبة 50٪ من الوقت الذي تحدث فيه الصحوة قبل نهاية فترة نوم حركة العين السريعة الأولى. يتم زيادة معدل الاسترداد إلى حوالي 99٪ عند حدوث الاستيقاظ خلال فترة حركة العين السريعة الأخيرة من الليل. يبدو أن هذه الزيادة في القدرة على التذكر مرتبطة بالتكثيف طوال الليل في حيوية صور الأحلام والألوان والعواطف. قصة الحلم نفسها في فترة نوم حركة العين السريعة الأخيرة أبعد ما تكون عن الواقع، حيث تحتوي على المزيد من العناصر الغريبة، وهذه الخصائص، إلى جانب الاحتمال المتزايد لمراجعة الاستيقاظ الصباحي، هي التي تزيد من فرصة تذكر الحلم الأخير.

## تعريف الحلم
يتم تعريف الحلم المستخدم في البحث الكمي من خلال أربعة مكونات أساسية:
1. شكل من أشكال التفكير يحدث في اتجاه الحد الأدنى من اتجاه الدماغ، يتم حظر المحفزات الخارجية، وجزء من الدماغ الذي يتعرف على النفس.
2. شكل من أشكال الخبرة التي نعتقد أننا نعيشها من خلال حواسنا.
3. شيء لا ينسى.
4. لديك بعض التفسير للخبرة من قبل النفس.

باختصار، الحلم، كما حدده بيل دومهوف وآدم شنايدر، هو «تقرير عن تجربة معرفية تحدث في ظل أنواع الظروف التي يتم إنتاجها بشكل متكرر في حالة تسمى» النوم ". "

### الغرابة مألوفه في الحلم
هناك أنواع معينة من الإدراك الغريب، مثل الإدراك الوراثي.

### الحلم الحقيقي
يتم تعريف الأحلام الأصلية من خلال ميلها إلى الحدوث «في نطاق التجربة»  وتعكس الذكريات الفعلية أو التجارب التي يمكن للحالم أن يرتبط بها. يُعتقد أن الأحلام الأصلية هي التأثير الجانبي للانتعاش الفعّال التشابكي الذي يحدث بدون أخطاء. تشير الأبحاث إلى أن تحفيز المخ الذي يحدث أثناء الحلم بالأحلام الأصيلة مهم في تعزيز المسارات العصبية، ويعمل كطريقة للعقل «الاستكشاف» أشياء معينة أثناء النوم.

### الأحلام الوهمية
تُعرَّف الأحلام الوهمية بأنها الأحلام التي تحتوي على محتوى مستحيل أو غير متطابق أو غريب، ويُفترض أنها تنبع من دوائر الذاكرة التي تتراكم أخطاء الفعالية. من الناحية النظرية، فإن الذكريات القديمة التي خضعت لمرونة الفعالية التشابكية عدة مرات طوال فترة حياة المرء تؤدي إلى تراكم الأخطاء التي تظهر كأحلام وهمية عند تحفيزها. تم ربط صفات الحلم الوهم بالأوهام التي لوحظت في الاضطرابات العقلية. يُعتقد أن الأحلام الوهمية تنبع على الأرجح من الذكريات القديمة التي تعاني من تراكم الأخطاء هذا على عكس الأحلام الحقيقية التي تنبع من تجارب أكثر حداثة.

### التاثيرات على الحلم
أحد جوانب الحلم المدروس هو القدرة على التأثير الخارجي على محتويات الأحلام بمحفزات مختلفة. تم إجراء اتصال ناجح واحد مع الشمي، مما أثر على عواطف الأحلام من خلال محفز للرائحة. أظهرت أبحاثهم أن إدخال محفز إيجابي للرائحة (الورود) أحدث أحلامًا إيجابية، في حين أن محفزات الرائحة السلبية (البيض الفاسد) أحدثت أحلامًا سلبية.

### اضطرابات الحلم
يصعب قياس اضطرابات الحلم بسبب الطبيعة الغامضة للحلم. ومع ذلك، يمكن ربط اضطرابات الحلم بالاضطرابات النفسية مثل اضطراب ما بعد الصدمة المعبّر عنه ككوابيس. تشير الأبحاث في الحلم أيضًا إلى التشابه والروابط في الأحلام الوهمية والأوهام.

### اضطراب ما بعد الصدمة
تشمل الأعراض التشخيصية إعادة تجربة الصدمات (الصدمات) الأصلية، عن طريق ذكريات الماضي أو الكوابيس؛ تجنب المنبهات المرتبطة بالصدمة؛ وازدياد الإثارة، مثل صعوبة السقوط أو النوم، والغضب، واليقظة المفرطة.
تم إجراء روابط لاضطرابات ما بعد الصدمة (PTSD) والحلم في دراسة ذكريات الماضي أو الكوابيس التي سيعانيها الضحايا. أظهر قياس موجات الدماغ التي أظهرها الأشخاص الذين عانوا من هذه الحلقات تشابها كبيرا بين تلك الموجات التي تحلم بها. الأدوية المستخدمة لعلاج أولئك الذين يعانون من هذه الأعراض من ذكريات الماضي والكوابيس لن تقمع هذه الحوادث المؤلمة فقط ولكن أيضا أي نوع آخر من وظيفة الحلم.

## انفصام في الشخصية
تتضمن أعراض الفصام خللًا في التصور أو التعبير عن الواقع يركز أساسًا على الأوهام والهلوسة.
تم تشبيه الأوهام التي يعاني منها المصابون بالفصام بتجربة الأحلام الوهمية التي تم تفسيرها بواسطة الموضوع على أنها تجارب حقيقية. كما أظهرت الأبحاث الإضافية التي أجريت على الدواء لقمع أعراض الفصام أنها تؤثر على دورة حركة العين السريعة لأولئك الذين يتناولون الدواء ونتيجة لذلك تؤثر على أنماط النوم والحلم لدى الأشخاص.